# Verclause
Verclause település Franciaországban, Drôme megyében. Lakosainak száma 67 fő (2022. január 1.). Verclause Rosans, Bellecombe-Tarendol, Cornillac, Lemps, Pelonne és Rémuzat községekkel határos.

## Népesség
A település népessége az elmúlt években az alábbi módon változott:
| Lakosok száma | 68   | 68   | 61   | 81   | 66   | 62   | 59   | 58   | 61   | 67   |
|               | 1968 | 1982 | 1990 | 2006 | 2013 | 2015 | 2017 | 2019 | 2020 | 2022 |